# Котел от Гундеструп
Котелът от Гундеструп е пищно украсен сребърен съд, датиран от 1 в. пр. Хр., което го отнася към късния Латенски период. Открит е през 1891 г. в блато край село Гундеструп, полуостров Химерланд, Дания. Днес се съхранява в Датския националния музей в Копенхаген, като копие се намира в Ирландския национален музей в Дъблин.
Котелът от Гундеструп е най-големият артефакт от Желязната епоха в Европа (диаметър 69 см, височина 42 см, вместимост 130 л). Изработен е от 8.885 кг позлатено сребро. Състои се от 12 правоъгълни панела (пластини), оформящи вътрешните и външните му стени. Покрит е отвън и отвътре (дори и дъното) с изображения на митични същества и митологични сцени, свързани помежду си. Декорацията му показва тракийско или индийско влияние върху келтската култура. Някои изследователи смятат, че стилът на изображенията явно е производен от късноелинистичното изкуство в Тракия, както и са правени опити в тракийската митология да бъдат открити основните идеологически извори за образите и сцените върху котела.
Котелът от Гундеструп е едно от най-забележителните произведения на келтската торевтика. Открит е разглобен на съставните си части, което според някои изследователи говори за наличието на определен ритуал. Произходът и датировката му все още са спорни: някои смятат, че е изработен през I в. пр. н. е от скордиските; според други произходът му е келтско-лигурийски от II в. пр.н.е., а трети го извеждат от Северна или Североизточна Галия от II-III в. пр.н.е.. Допуска се и хипотезата, че съдът може да е изработен от чуждестранни майстори (от Югоизточна Европа) и предназначен за употреба от келтите.